# Slobodan Petrović (Fußballspieler)
Slobodan Petrović  (* 2. Oktober 1948 in Belgrad, SFR Jugoslawien) ist ein ehemaliger Fußballspieler.

## Karriere
Petrovićs Mutter verkaufte Eintrittskarten für die Heimspiele von FK Partizan Belgrad, der Verein, der auch seine erste Station als Fußballspieler wurde. Dort schaffte er den Sprung in die Profimannschaft. 1972 holte ihn sein Landsmann Tschik Čajkovski, der Trainer beim 1. FC Nürnberg war, nach Deutschland. Der Club spielte in der Regionalliga in der Petrović 63 Spiele bestritt und sechs Tore erzielte. Dann wurde die 2. Bundesliga eingeführt, in der er für Nürnberg 119 Spiele absolvierte und 17 Mal traf. In der Saison 1977/78 führte er als Kapitän seiner Mannschaft die Nürnberger auf Platz zwei der Abschlusstabelle in der Südstaffel. Durch den zweiten Platz war der Aufstieg in die Bundesliga möglich. Es folgte die Relegationsrunde gegen den Zweiten der Nordstaffel, Rot-Weiss Essen. Petrović bestritt beide Spiele über die volle Länge. Das erste wurde 1:0 gewonnen, das zweite endete, nachdem er die 1:0-Führung erzielt hatte, mit 2:2 Toren. Somit stieg Nürnberg auf. Petrovićs erste und einzige Bundesligasaison war nicht von Erfolg gekrönt: Nach einer achtwöchigen Sperre konnte er nicht an seine alte Leistung anknüpfen, so dass sein Vertrag im Frühjahr 1979 in beiderseitigem Einvernehmen aufgelöst wurde.